# Warminster Township
Warminster Township ist eine Township im Bucks County im US-Bundesstaat Pennsylvania. Im Jahr 2000 hatte Warminster 31.383 Einwohner. Die Township ist nach dem gleichnamigen Ort Warminster in der Grafschaft Wiltshire in England benannt.

## Geografie
Nach den Angaben des United States Census Bureau hat die Township eine Fläche von 10,2 Quadratmeilen (26,5 km²).
Der gleichnamige Bahnhof Warminster ist der östliche Endpunkt der Regionalbahnlinie R2 der Southeastern Pennsylvania Transportation Authority (SEPTA).

## Demografie
Zum Zeitpunkt des United States Census 2000 bewohnten Warminster 31.383 Personen. Die Bevölkerungsdichte betrug 1182,2 Personen pro km². Es gab 11.644 Wohneinheiten, durchschnittlich 438,6 pro km². Die Bevölkerung bestand zu 91,00 % aus Weißen, 3,31 % Schwarzen oder African American, 0,11 % Native American, 1,99 % Asian, 0,06 % Pacific Islander, 2,21 % gaben an, anderen Rassen anzugehören und 1,32 % nannten zwei oder mehr Rassen. 4,63 % der Bevölkerung erklärten, Hispanos oder Latinos jeglicher Rasse zu sein.
Die Bewohner Warminsters verteilten sich auf 11.350 Haushalte, von denen in 32,5 % Kinder unter 18 Jahren lebten. 62,1 % der Haushalte stellen Verheiratete, 10,3 % hatten einen weiblichen Haushaltsvorstand ohne Ehemann und 24,0 % bildeten keine Familien. 20,0 % der Haushalte bestanden aus Einzelpersonen und in 8,5 % aller Haushalte lebte jemand im Alter von 65 Jahren oder mehr alleine. Die durchschnittliche Haushaltsgröße betrug 2,74 und die durchschnittliche Familiengröße 3,16 Personen.
Die Bevölkerung verteilte sich auf 24,5 % Minderjährige, 7,6 % 18–24-Jährige, 29,0 % 25–44-Jährige, 23,6 % 45–64-Jährige und 15,2 % im Alter von 65 Jahren oder mehr. Das Durchschnittsalter betrug 38 Jahre. Auf jeweils 100 Frauen entfielen 95,7 Männer. Bei den über 18-Jährigen entfielen auf 100 Frauen 92,3 Männer.
Das mittlere Haushaltseinkommen in Warminster betrug 54.375 US-Dollar und das mittlere Familieneinkommen erreichte die Höhe von 60.907 US-Dollar. Das Durchschnittseinkommen der Männer betrug 41.033 US-Dollar, gegenüber 41.033 US-Dollar bei den Frauen. Das Pro-Kopf-Einkommen in Warminster war 22.285 US-Dollar. 5,3 % der Bevölkerung und 4,1 % der Familien hatten ein Einkommen unterhalb der Armutsgrenze, davon waren 7,5 % der Minderjährigen und 4,6 % der Altersgruppe 65 Jahre und mehr betroffen.

## Bekannte Bewohner
- John Fitch, Erfinder
- William Tennent, Schulmeister und Geistlicher
- Mike Vogel, Schauspieler
- Kermit Cintron, Boxer
- Robert Ramsey, Abgeordneter des Kongresses
- David Wharton, Olympiateilnehmer (1988) im Schwimmen